# Macroglossum gyrans
Espèce
Macroglossum gyrans est une espèce de lépidoptères (papillons) de la famille des Sphingidae, de la sous-famille des Macroglossinae, tribu des Macroglossini, sous-tribu des Macroglossina, et du genre Macroglossum.

## Description
L'envergure est de 16-23 mm. Le dessus de la tête, le thorax et la moitié basale de l'abdomen sont de la même couleur grise que la face supérieure de l'aile antérieure. Le dessous des palpes, le thorax et les pattes sont quasiment d'un blanc pur. Les côtés du thorax et les pattes sont ombrées ou tachetées par des écailles brunes. La face inférieure de l'abdomen est brun gris. Le dessus de l'aile antérieure est gris. Les deux revers de l'aile sont gris terne, les bases sont plutôt brun rouille. Le dessus de l'aile postérieure est plus sombre à la base qu'au milieu, il est de couleur fauve-rouille, devenant progressivement brun vers l’extérieur, mais la frontière brune n'est pas nettement définie et les lignes ne sont pas importantes. La zone intérieure inférieure de l'aile postérieure est jaune pâle à la base.

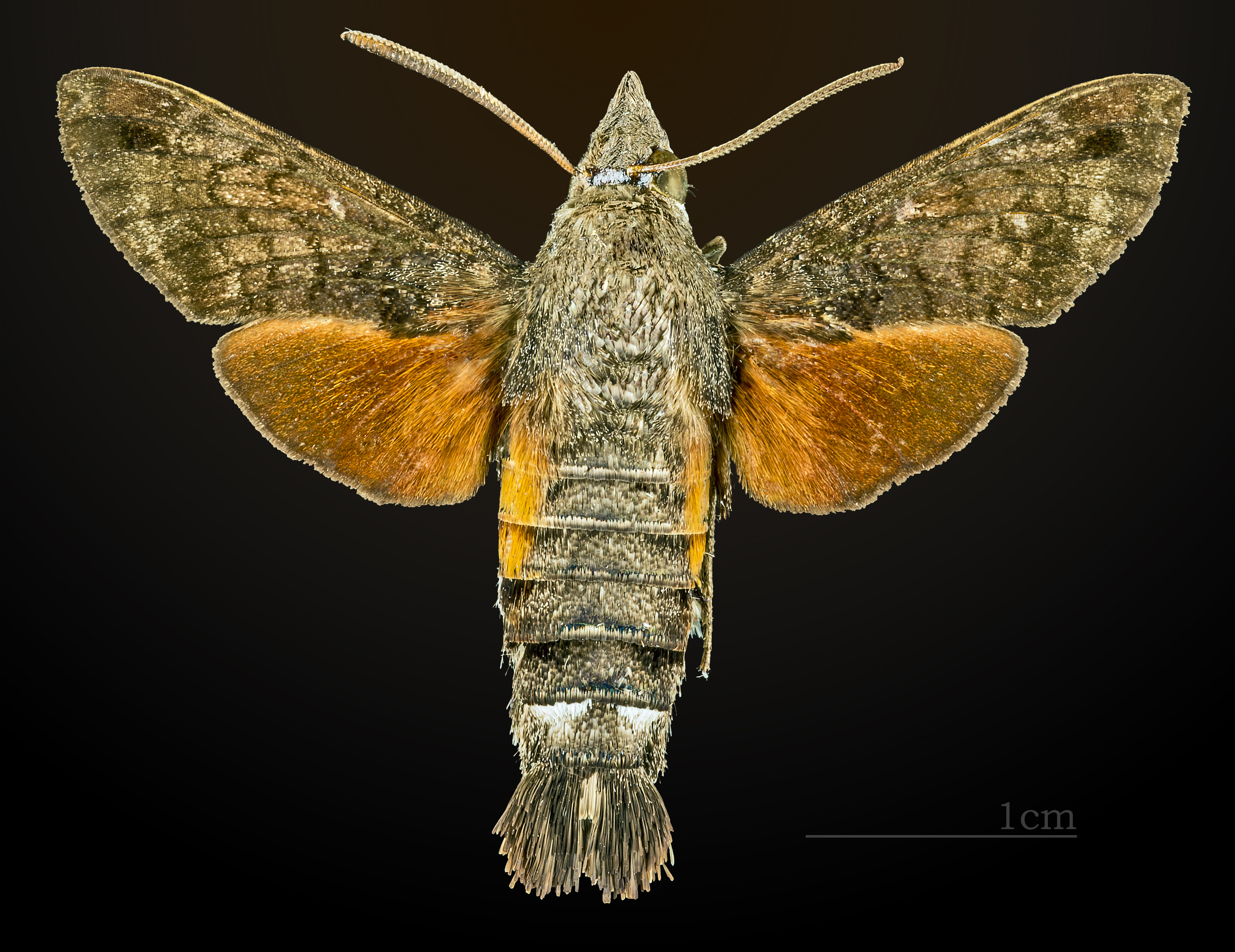
Vue dorsale (coll.MHNT)
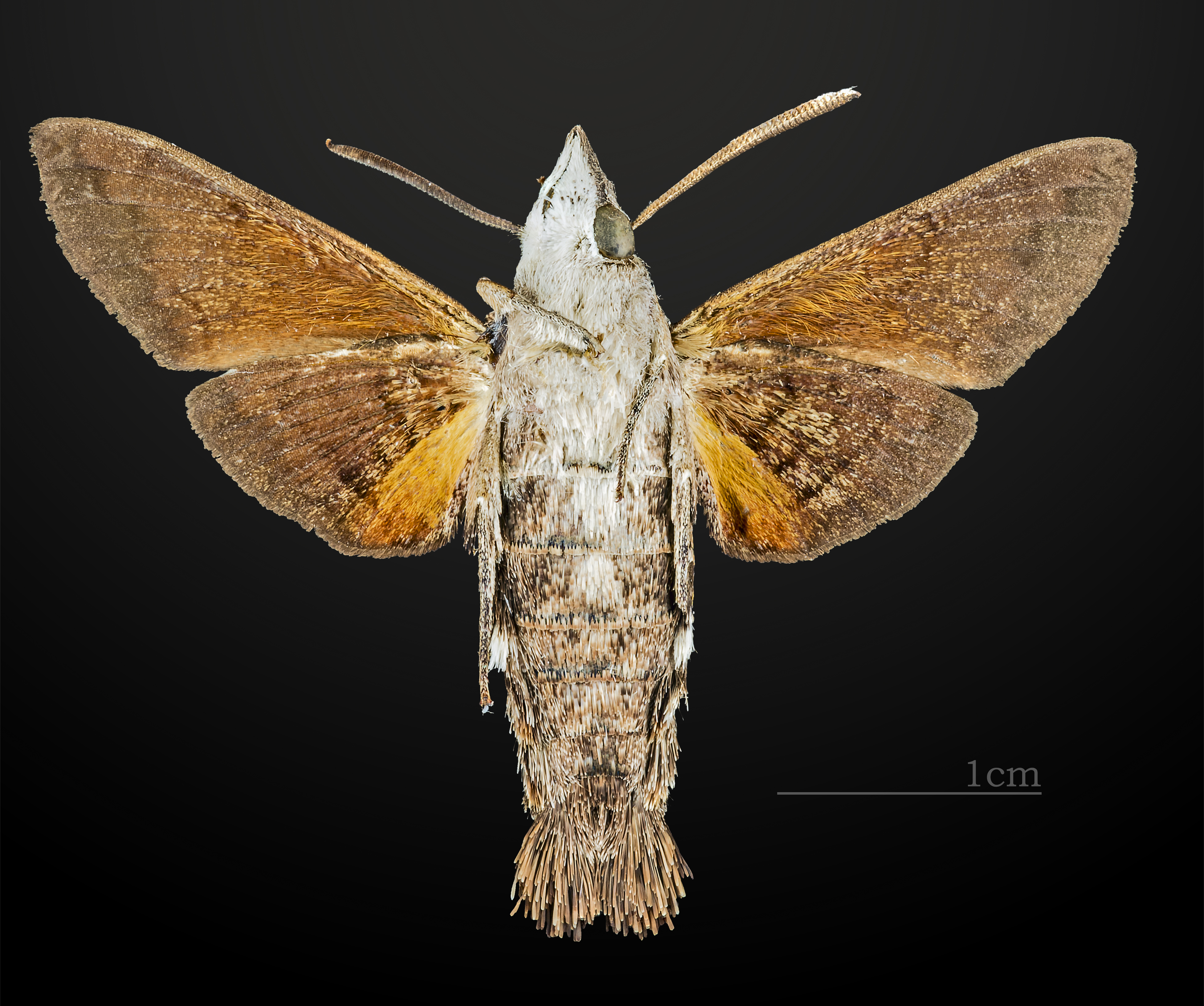
Vue ventrale (coll.MHNT)

## Répartition et habitat
Répartition
Il est connu dans le sud-est de l'Asie et à Madagascar.

## Biologie
Les chenilles se nourrissent sur le genre Morinda.

## Systématique
L'espèce Macroglossum gyrans a été décrite par le naturaliste britannique Francis Walker en 1856.

### Synonymie
- Macroglossa zena Boisduval, 1875
- Macroglossa gyrans Moore, 1882 [2]
- Macroglossa burmanica Rothschild, 1894[3]
- Macroglossa bombus Mabille, 1879